# Castello Hearst
Il castello Hearst è un'enorme residenza privata fatta edificare dal magnate della stampa William Randolph Hearst.
Si trova in California vicino a San Simeon su una piccola collina affacciata sul Pacifico a metà strada tra Los Angeles e San Francisco. Hearst battezzò il complesso La Cuesta Encantada (il pendio incantato) ma generalmente tutti (compreso lo stesso imprenditore) lo chiamavano solamente The Ranch e, dopo la morte del magnate, prese il nome di Hearst Castle. Il proprietario del castello ispirò il personaggio di Charles Foster Kane, protagonista del film Quarto potere di Orson Welles, che si fa edificare una reggia personale.

## Storia

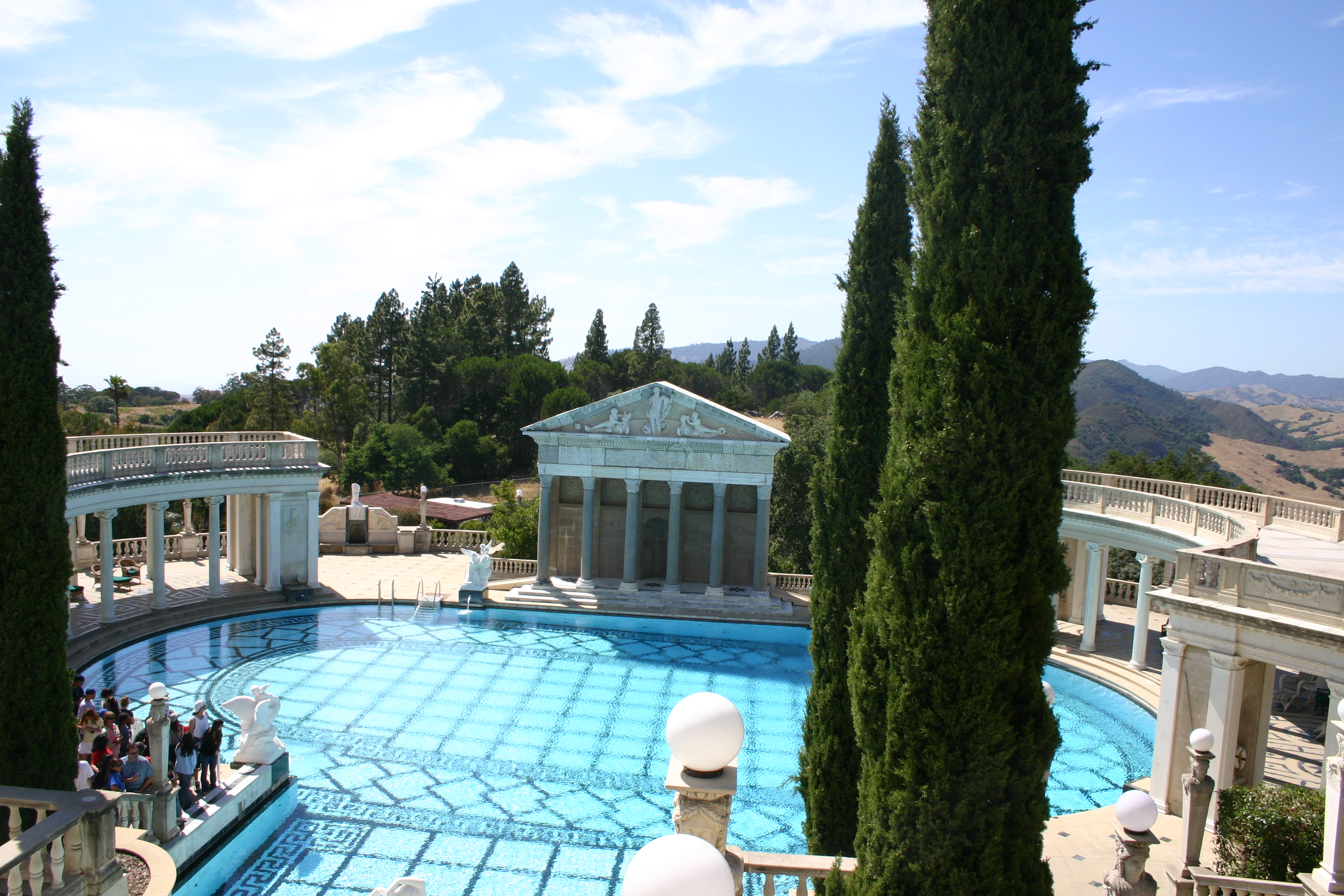
Veduta della Piscina di Nettuno

Il castello venne edificato su una tenuta di circa 40.000 acri (circa 16.000 ettari) di proprietà di George Hearst, padre di William Randolph Hearst. Il giovane William visse e crebbe in questo appezzamento di terra e alla morte del padre lo ereditò, dedicandosi insieme alla madre anche ad ampliarlo fino a portarlo ad una dimensione di circa 250.000 acri (circa 100.000 ettari). La madre di William, Phoebe Apperson Hearst morì nel 1919. Nello stesso anno il magnate diede inizio alla costruzione della residenza, affidata all'architetto Julia Morgan. Hearst era particolarmente volubile e spesso pretese che le costruzioni venissero abbattute per essere ricostruite in modo diverso. Per questo motivo il miliardario non vide mai l'opera compiuta (morì nel 1951).
Dai primi anni venti Hearst condivise la magione con l'attrice Marion Davies, che gli fu compagna per il resto della vita (nonostante fosse sposato). Nel promuovere la sua carriera, Hearst entrò in contatto col mondo di Hollywood, i cui rappresentanti organizzavano nel castello party scatenati. Nel corso degli anni venti e trenta moltissime star del mondo del cinema e personalità della politica soggiornarono nel castello come ospiti di Hearst; tra queste Charlie Chaplin, David Niven, Cary Grant, i fratelli Marx, Charles Lindbergh, Joan Crawford, Calvin Coolidge e Winston Churchill.
Nel 1957 la Hearst Corporation, non volendo sostenere le enormi spese di manutenzione di un edificio improduttivo, lo donò allo stato della California. Questo lo trasferì alla National Historic Landmark, che lo aprì al pubblico.

## Descrizione

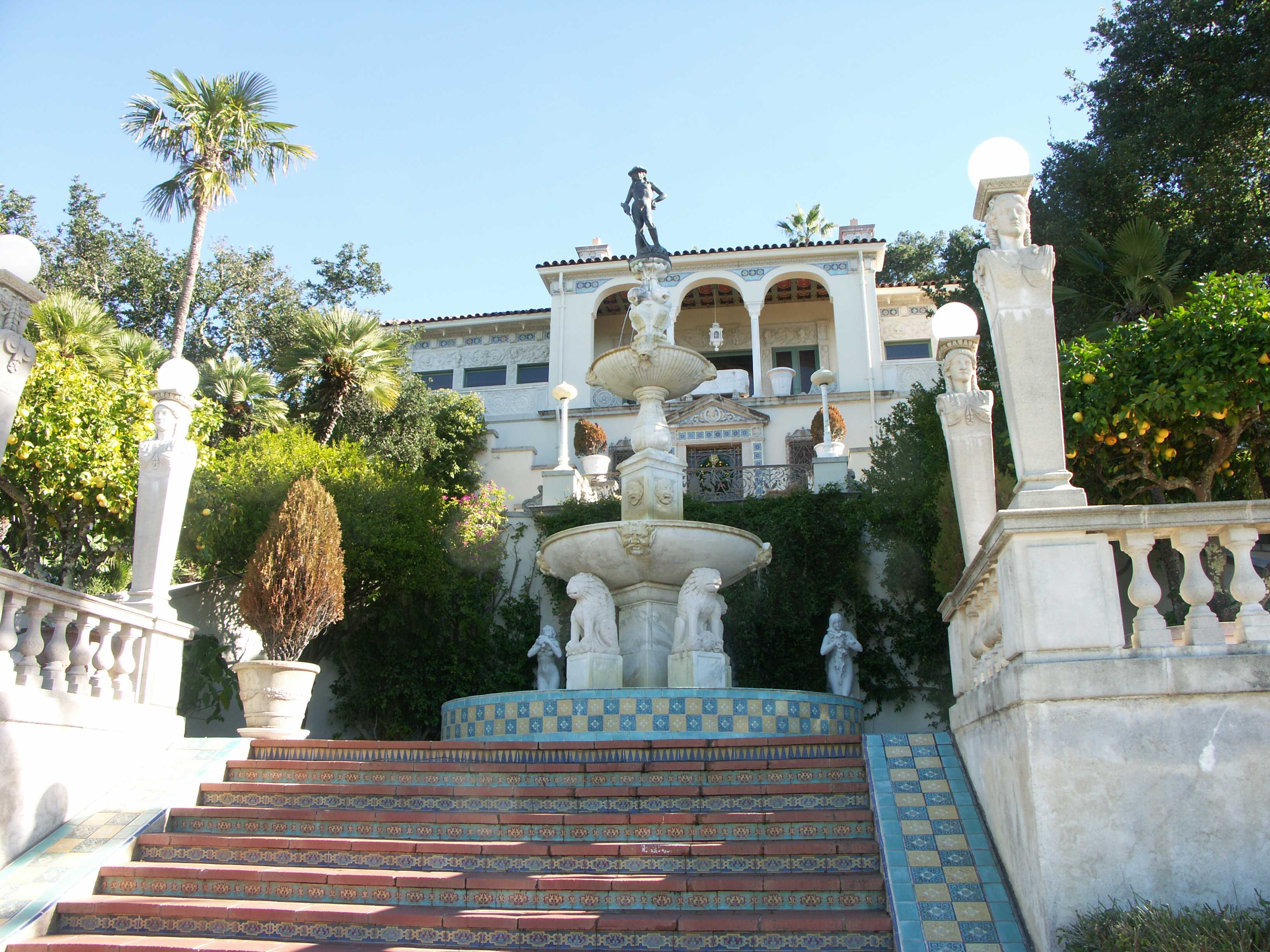
Veduta frontale della casa del Sol

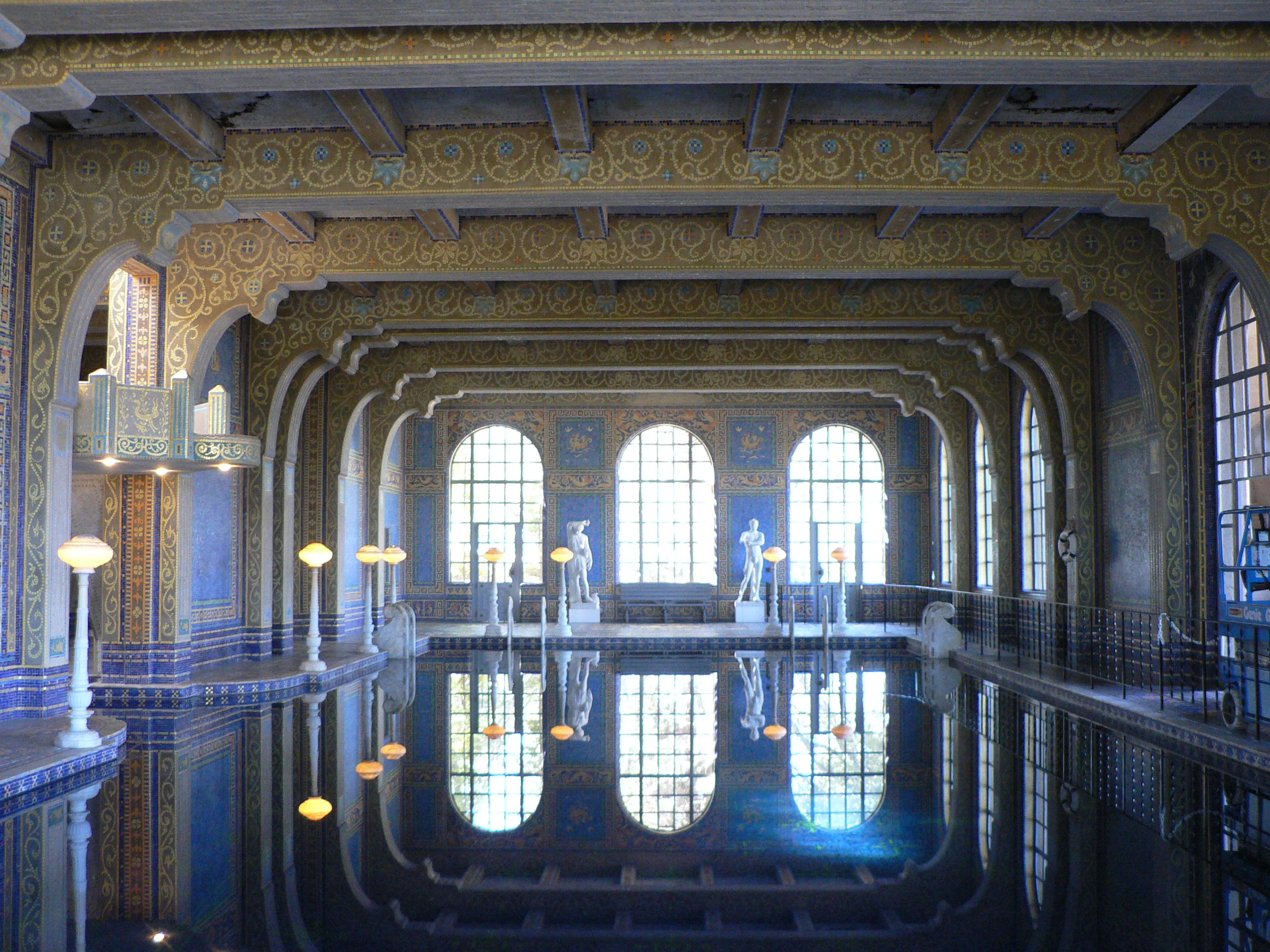
Piscina coperta

L'immobile è un misto di tutte le forme di architettura che il magnate vide e apprezzò nel corso dei suoi viaggi in giro per il mondo, per esempio la Casa Grande è modellata sul modello di una cattedrale spagnola del XVI secolo, mentre la piscina all'esterno è stata costruita sul modello dei templi dell'antica Roma. Hearst inoltre addobbò l'immobile con centinaia di opere d'arte, oggetti di antiquariato e di tutto ciò che per capriccio aveva acquistato nei suoi viaggi in Europa e in Egitto.
Il castello è dotato di 42 camere da letto, 61 bagni, 19 saloni, 51 ettari di giardini, piscine coperte e all'aperto, campi da tennis, sale cinematografiche e quello che all'epoca di Hearst era il più grande zoo privato del mondo, comprendente zebre e altri animali esotici.

### Edifici
Il castello non è un unico edificio ma è diviso in più edifici:
- Casa Grande: 5.634 m²;
- Casa del Mar: 546 m²;
- Casa del Monte: 213 m²;
- Casa del Sol: 242 m².

I quattro edifici, con tutte le terrazze e i belvedere, hanno una superficie complessiva di 8.300 m².

## Nella cultura di massa
Il proprietario del castello ispirò il personaggio di Charles Foster Kane, protagonista del film Quarto potere di Orson Welles. Kane infatti si fa edificare una reggia personale, chiamata Xanadu, che provvede a riempire di opere d'arte acquistate durante i suoi viaggi. Hearst cercò inutilmente d'impedire l'uscita della pellicola.
Nel mese di febbraio 2014, la popstar americana Lady Gaga ha effettuato delle riprese presso il castello Hearst per la realizzazione del video della canzone G.U.Y., terzo singolo estratto dal suo terzo studio album Artpop. Tale video, pubblicato il 22 marzo dello stesso anno, si presenta come un vero e proprio cortometraggio della durata complessiva di 12 minuti circa, e vede la cantante protagonista di tutte le scene, sia negli ambienti interni sia esterni del castello. Lady Gaga venne da alcuni criticata in seguito a questo video, perché secondo la stampa si sarebbe resa colpevole di avere utilizzato quasi 1.400.000 litri d'acqua per riempire la piscina del castello durante una delle più gravi siccità della storia californiana.